# Habenaria cribbiana
Habenaria cribbiana är en orkidéart som beskrevs av Dariusz Lucjan Szlachetko och Tomasz Sebastian Olszewski. Habenaria cribbiana ingår i släktet Habenaria och familjen orkidéer.
Artens utbredningsområde är Kongo. Inga underarter finns listade i Catalogue of Life.